# Michaił Łukojanow
Michaił Nikołajewicz Łukojanow, ros. Михаил Николаевич Лукоянов (ur. 20 września 1892 w guberni permskiej, zm. 1940) – radziecki polityk, działacz partyjny.

## Życiorys
W latach 1910–1913 studiował w Moskiewskiej Wyższej Szkole Technicznej, od 1914 do lipca 1917 służył w rosyjskiej armii, w marcu 1917 wstąpił do SDPRR(b), od lipca do grudnia 1917 był deputowanym dumy miejskiej Permu. Od grudnia 1917 do stycznia 1918 przewodniczący Komitetu Wykonawczego Permkiej Rady Gubernialnej, od stycznia do kwietnia 1918 zastępca przewodniczącego tego komitetu, od kwietnia do grudnia 1918 wojskowy komisarz guberni permskiej, od stycznia 1919 do lutego 1920 zastępca wojskowego komisarza Uralskiego Okręgu Wojskowego. Od lutego do listopada 1920 przewodniczący Komitetu Wykonawczego Jekaterynburskiej Rady Gubernialnej, od grudnia 1920 do lutego 1921 sekretarz odpowiedzialny permskiego gubernialnego komitetu RKP(b), od marca 1921 do 1924 członek Południowo-Wschodniego Biura KC RKP(b), 1925–1926 zarządca trustu przemysłu bawełnianego, 1927–1937 pracownik organizacji zaopatrzeniowych, 1937–1940 szef wydziału trustu Ludowego Komisariatu Przemysłu Spożywczego ZSRR.
W 1940 skazany, zmarł w więzieniu.